# Франсіско Хав'єр де Істуріс
Франсіско Хав'єр де Істуріс (ісп. Francisco Javier de Istúriz; 31 жовтня 1790 — 2 квітня 1871) — іспанський дипломат, державний і політичний діяч, тричі очолював іспанський уряд.

## Кар'єра
Після революції 1820 року був обраний до лав Кортесів, а 1823 року став їх головою. Боровся за зречення короля Фернандо VII. Коли французи відновили абсолютизм, Істуріс був засуджений до страти, через що був змушений тікати до Лондона.
Повернувся на батьківщину після приходу до влади регентки Марії-Христини. У травні 1836 року сформував свій кабінет, але невдовзі був повалений в результаті заколоту, що змусив королеву Ізабеллу II ухвалити Кадіську конституцію 1812 року. Пізніше Істуріс кілька разів був головою Кортесів, потім обіймав посаду посла Іспанії в Лондоні й Парижі. 1856 року з надзвичайною місією відвідав Санкт-Петербург.